# Nikolaus von Maes
Nikolaus von Maes OSB (* um 1470 in Sankt Aldegund; † 1532 in Sankt Avold) war ein deutscher Humanist und Abt der Benediktinerabtei Saint Nabor. 

## Leben
Nikolaus von Maes war zunächst Kellner in der Reichsabtei St. Maximin in Trier, bevor er 1518 zum Abt der Abtei Saint Nabor im Bistum Metz gewählt wurde und dies bis zu seinem Tod im Jahr 1532 blieb. Maes galt als in der klassisch-antiken Literatur gebildet, er war Naturverbunden, besaß einen Hang zur Satire und war weltaufgeschlossen. Für die St. Sebastianus Bruderschaft in St. Aldegund stiftete er 1524/25 eine Reliquien-Monstranz, die aus der Werkstatt des Trierer Goldschmieds Wolf(f) stammte und im Jahr 1891 zu einer sakramentalen Monstranz mit runden Schaugefäß umgearbeitet wurde.